# Monnerville
Pour les articles homonymes, voir Monnerville (homonymie).
Monnerville (prononcé [monɛʁvil] ) est une commune française située à soixante et un kilomètres au sud-ouest de Paris dans le département de l'Essonne en région Île-de-France.
Ses habitants sont appelés les Monnervillois.

## Géographie

### Situation
| Type d’occupation           | Pourcentage | Superficie (en hectares) |
| --------------------------- | ----------- | ------------------------ |
| Espace urbain construit     | 4,8 %       | 40,05                    |
| Espace urbain non construit | 0,8 %       | 6,98                     |
| Espace rural                | 94,4 %      | 785,42                   |
| Source : Iaurif-MOS 2008    |             |                          |

Monnerville est située à soixante-et-un kilomètres au sud-ouest de Paris-Notre-Dame, point zéro des routes de France, quarante-quatre kilomètres au sud-ouest d'Évry, treize kilomètres au sud-ouest d'Étampes, vingt kilomètres au sud-est de Dourdan, vingt-huit kilomètres au sud-ouest de La Ferté-Alais, trente-et-un kilomètres au sud-ouest d'Arpajon, trente-deux kilomètres au sud-ouest de Milly-la-Forêt, trente-sept kilomètres au sud-ouest de Montlhéry, quarante-trois kilomètres au sud-ouest de Corbeil-Essonnes, quarante-trois kilomètres au sud-ouest de Palaiseau.

### Communes limitrophes
Monnerville se situe entre les communes d'Angerville, Méréville, Pussay, Guillerval, et Étampes.

### Voies de communication et transports
La D920 (ex-nationale 20) traverse la commune, longeant le village par l'ouest. Elle met Étampes (sous-préfecture du département) à 14 kilomètres, et Orléans (préfecture du Loiret) à 53 kilomètres.
La gare de Monnerville, à 1 kilomètre à l'ouest du bourg, est desservie par les TER Centre-Val de Loire de la relation Paris - Orléans.
Plusieurs lignes de bus desservent la commune, dont notamment la ligne de bus 4413 du réseau de bus Essonne Sud Ouest .

### Climat
Pour des articles plus généraux, voir Climat de l'Île-de-France et Climat de l'Essonne.
En 2010, le climat de la commune est de type climat océanique dégradé des plaines du Centre et du Nord, selon une étude du CNRS s'appuyant sur une série de données couvrant la période 1971-2000. En 2020, Météo-France publie une typologie des climats de la France métropolitaine dans laquelle la commune est exposée à un climat océanique altéré et est dans la région climatique Sud-ouest du bassin Parisien, caractérisée par une faible pluviométrie, notamment au printemps (120 à 150 mm) et un hiver froid (3,5 °C). 
Pour la période 1971-2000, la température annuelle moyenne est de 10,8 °C, avec une amplitude thermique annuelle de 15 °C. Le cumul annuel moyen de précipitations est de 651 mm, avec 10,7 jours de précipitations en janvier et 7,6 jours en juillet. Pour la période 1991-2020, la température moyenne annuelle observée sur la station météorologique la plus proche, située sur la commune de Sainville à 14 km à vol d'oiseau, est de 11,3 °C et le cumul annuel moyen de précipitations est de 655,5 mm,. Pour l'avenir, les paramètres climatiques de la commune estimés pour 2050 selon différents scénarios d'émission de gaz à effet de serre sont consultables sur un site dédié publié par Météo-France en novembre 2022.

## Urbanisme

### Typologie
Au 1er janvier 2024, Monnerville est catégorisée commune rurale à habitat dispersé, selon la nouvelle grille communale de densité à sept niveaux définie par l'Insee en 2022.
Elle est située hors unité urbaine. Par ailleurs la commune fait partie de l'aire d'attraction de Paris, dont elle est une commune de la couronne,. Cette aire regroupe 1 929 communes,.

## Toponymie
Monarvilla en 655, Monerville, Munheri villa avant 1061.
L'origine du nom de la commune est peu connue. Elle a été créée en 1793 avec son nom actuel.

## Histoire
Le roi Dagobert donne en 630 ou en 635 le territoire de Monnerville à l'abbaye de Saint-Denis.
Le 30 août 1995, un singe de l'espèce babouin qui s'était échappé a été abattu à Monnerville par les gendarmes d'Étampes. Sa fugue et sa mort avaient été suivies par les médias nationaux
.

## Politique et administration

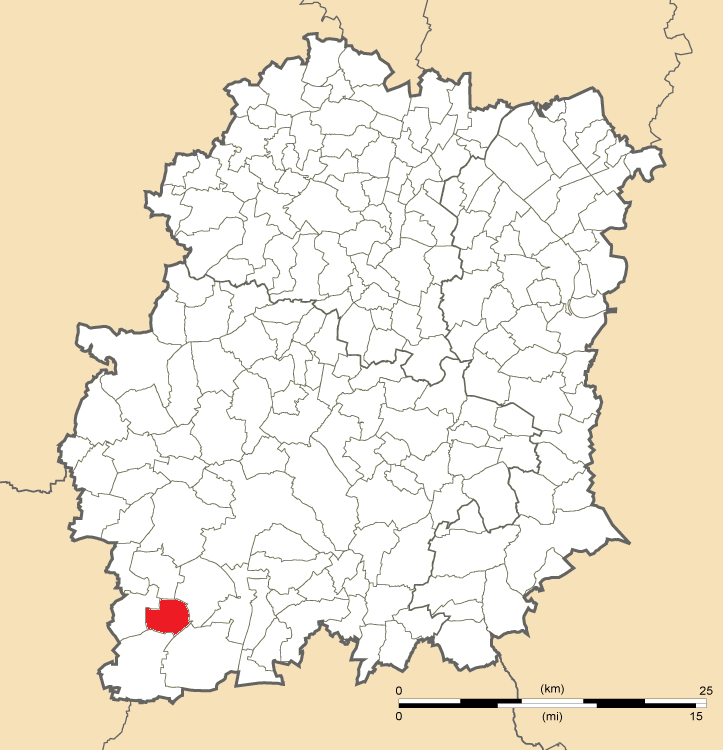
Position de Monnerville en Essonne.

### Rattachements administratifs et électoraux
Antérieurement à la loi du 10 juillet 1964, la commune faisait partie du département de Seine-et-Oise. La réorganisation de la région parisienne en 1964 fit que la commune appartient désormais au département de l'Essonne et à son arrondissement d'Étampes , après un transfert administratif effectif au 1er janvier 1968. Pour l'élection des députés, elle fait partie de la deuxième circonscription de l'Essonne.
Elle faisait partie depuis 1801 du canton de Méréville. Dans le cadre du redécoupage cantonal de 2014 en France, elle intègre le canton d'Étampes.

### Intercommunalité
La commune a adhéré en 2013 à la communauté de communes de l’Étampois, créée fin 2003.
Celle-ci s'est transformée le 1er janvier 2016 en communauté d'agglomération sous le nom de communauté d'agglomération de l'Étampois Sud-Essonne.

### Tendances et résultats politiques
Élections présidentielles
Résultats des deuxièmes tours :
- Élection présidentielle de 2002 : 75,94 % pour Jacques Chirac (RPR), 24,06 % pour Jean-Marie Le Pen (FN), 82,52 % de participation[30].
- Élection présidentielle de 2007 : 57,62 % pour Nicolas Sarkozy (UMP), 42,38 % pour Ségolène Royal (PS), 80,66 % de participation[31].
- Élection présidentielle de 2012 : 51,71 % pour Nicolas Sarkozy (UMP), 48,29 % pour François Hollande (PS), 79,56 % de participation[32].

Élections législatives
Résultats des deuxièmes tours :
- Élections législatives de 2002 : 77,40 % pour Franck Marlin (UMP), 22,60 % pour Gérard Lefranc (PCF), 60,73 % de participation[33].
- Élections législatives de 2007 : 70,73 % pour Franck Marlin (UMP) élu au premier tour, 16,46 % pour Marie-Agnès Labarre (PS), 60,95 % de participation[34].
- Élections législatives de 2012 : 62,67 % pour Franck Marlin (UMP), 37,33 % pour Béatrice Pèrié (PS), 55,11 % de participation[35].

Élections européennes
Résultats des deux meilleurs scores :
- Élections européennes de 2004 : 26,14 % pour Patrick Gaubert (UMP), 18,18 % pour Harlem Désir (PS), 36,82 % de participation[36].
- Élections européennes de 2009 : 32,38 % pour Michel Barnier (UMP), 15,24 % pour Marielle de Sarnez (MoDem), 41,09 % de participation[37].

Élections régionales
Résultats des deux meilleurs scores :
- Élections régionales de 2004 : 46,75 % pour Jean-François Copé (UMP), 33,12 % pour Jean-Paul Huchon (PS), 64,86 % de participation[38].
- Élections régionales de 2010 : 51,40 % pour Jean-Paul Huchon (PS), 48,60 % pour Valérie Pécresse (UMP), 44,83 % de participation[39].

Élections cantonales et départementales
Résultats des deuxièmes tours :
- Élections cantonales de 2004 : 62,09 % pour Franck Marlin (UMP), 37,91 % pour Patrice Chauveau (PCF), 64,86 % de participation[40].
- Élections cantonales de 2011 : 69,15 % pour Guy Crosnier (UMP), 30,85 % pour Jacques Met (FN), 39,08 % de participation[41].

Élections municipales
La commune ayant moins de 1000 habitants, ses élections municipales se font au scrutin majoritaire plurinominal à deux tours, avec panachage, sans liste, et chaque candidat obtient un nombre de suffrages potentiellement différent de celui des autres élus. Les résultats ne peuvent donc pas être résumés ici.
Référendums
- Référendum de 2000 relatif au quinquennat présidentiel : 67,53 % pour le Oui, 32,47 % pour le Non, 36,44 % de participation[43].
- Référendum de 2005 relatif au traité établissant une Constitution pour l'Europe : 61,58 % pour le Non, 38,42 % pour le Oui, 67,78 % de participation[44].

### Politique locale
Les communes de  Méréville, Estouches et Monnerville ont envisagé en 2016 de fusionner en formant une commune nouvelle. Le conseil municipal de Monnerville a finalement refusé de participer à la fusion à l'été 2018, contre l'avis du maire, Jean-Pierre Beljambe, qui annonce alors sa décision de ne pas se représenter aux élections municipales de 2020.
Au terme des élections municipales de 2020 dans l'Essonne, le conseil municipal élu dès le premier tour a élu sa nouvelle maire, Angelina Dardenne. Toutefois, quatre conseillers municipaux élus lors de ce scrutin ont démissionné le 18 mai 2020, estimant que deux autres conseillers municipaux avait été irrégulière, entraînant l'organisation d'élections municipales partielles le 27 septembre 2020.

### Liste des maires
| Période                                  | Période                         | Identité             | Étiquette | Qualité                       |
| ---------------------------------------- | ------------------------------- | -------------------- | --------- | ----------------------------- |
| Les données manquantes sont à compléter. |                                 |                      |           |                               |
| mai 1925                                 |                                 | M. Haquet            |           |                               |
| Les données manquantes sont à compléter. |                                 |                      |           |                               |
| 2001                                     | 2014                            | Jean-Pierre Gasselin | DVD       | Artisan                       |
| 2014                                     | octobre 2017                    | Jacky Billard        |           | Enseignant Décédé en fonction |
| décembre 2017,                           | mai 2020                        | Jean-Pierre Beljambe | SE        |                               |
| juillet 2020                             | En cours (au 15 septembre 2020) | Angelina Dardenne    |           | SE                            |

### Jumelages
La commune de Monnerville n'a développé aucune association de jumelage[Quand ?].

## Population et société

### Démographie

#### Évolution démographique
L'évolution du nombre d'habitants est connue à travers les recensements de la population effectués dans la commune depuis 1793. Pour les communes de moins de 10 000 habitants, une enquête de recensement portant sur toute la population est réalisée tous les cinq ans, les populations de référence des années intermédiaires étant quant à elles estimées par interpolation ou extrapolation. Pour la commune, le premier recensement exhaustif entrant dans le cadre du nouveau dispositif a été réalisé en 2007.

En 2022, la commune comptait 377 habitants, en évolution de −2,84 % par rapport à 2016 (Essonne : +2,89 %, France hors Mayotte : +2,11 %).
| 1793 | 1800 | 1806 | 1821 | 1831 | 1836 | 1841 | 1846 | 1851 |
| ---- | ---- | ---- | ---- | ---- | ---- | ---- | ---- | ---- |
| 361  | 404  | 411  | 419  | 409  | 426  | 412  | 388  | 426  |

| 1856 | 1861 | 1866 | 1872 | 1876 | 1881 | 1886 | 1891 | 1896 |
| ---- | ---- | ---- | ---- | ---- | ---- | ---- | ---- | ---- |
| 387  | 354  | 385  | 350  | 337  | 304  | 332  | 321  | 355  |

| 1901 | 1906 | 1911 | 1921 | 1926 | 1931 | 1936 | 1946 | 1954 |
| ---- | ---- | ---- | ---- | ---- | ---- | ---- | ---- | ---- |
| 340  | 324  | 322  | 285  | 340  | 330  | 309  | 302  | 302  |

| 1962 | 1968 | 1975 | 1982 | 1990 | 1999 | 2006 | 2007 | 2012 |
| ---- | ---- | ---- | ---- | ---- | ---- | ---- | ---- | ---- |
| 285  | 282  | 264  | 330  | 375  | 351  | 390  | 395  | 399  |

| 2017 | 2022 | - | - | - | - | - | - | - |
| ---- | ---- | - | - | - | - | - | - | - |
| 382  | 377  | - | - | - | - | - | - | - |

#### Pyramide des âges
En 2018, le taux de personnes d'un âge inférieur à 30 ans s'élève à 34,9 %, soit en dessous de la moyenne départementale (39,9 %). De même, le taux de personnes d'âge supérieur à 60 ans est de 19,8 % la même année, alors qu'il est de 20,1 % au niveau départemental.
En 2018, la commune comptait 202 hommes pour 176 femmes, soit un taux de 53,44 % d'hommes, largement supérieur au taux départemental (48,98 %).
Les pyramides des âges de la commune et du département s'établissent comme suit.
| Hommes | Classe d’âge | Femmes |
| ------ | ------------ | ------ |
| 1,0    | 90 ou +      | 2,3    |
| 3,9    | 75-89 ans    | 4,0    |
| 14,3   | 60-74 ans    | 14,1   |
| 26,5   | 45-59 ans    | 23,6   |
| 17,6   | 30-44 ans    | 23,0   |
| 16,6   | 15-29 ans    | 14,0   |
| 20,0   | 0-14 ans     | 19,0   |

| Hommes | Classe d’âge | Femmes |
| ------ | ------------ | ------ |
| 0,5    | 90 ou +      | 1,4    |
| 5,4    | 75-89 ans    | 7,2    |
| 12,9   | 60-74 ans    | 13,9   |
| 20     | 45-59 ans    | 19,4   |
| 19,9   | 30-44 ans    | 20,1   |
| 20     | 15-29 ans    | 18,2   |
| 21,3   | 0-14 ans     | 19,8   |

### Enseignement
Les élèves de Monnerville sont rattachés à l'académie de Versailles. La commune dispose de l'école élémentaire publique.

### Autres services publics
La commune dispose en 2011 sur son territoire d'une agence postale.

### Sports
Pour les randonneurs, la commune est traversée par le GR de Pays du Hurepoix, qui relie la vallée de la Bièvre, à celle de l'Essonne, via l'Yvette, l'Orge, et la Juine.

### Lieux de culte
La paroisse catholique de Monnerville est rattachée au secteur pastoral de Saint-Michel-de-Beauce-Étampes et au diocèse d'Évry-Corbeil-Essonnes. Elle dispose de l'église Saint-Côme-et-Saint-Damien.

### Médias
L'hebdomadaire Le Républicain relate les informations locales. La commune est en outre dans le bassin d'émission des chaînes de télévision France 3 Paris Île-de-France Centre, IDF1 et Téléssonne intégré à Télif.

## Économie

### Emplois, revenus et niveau de vie
En 2006, le revenu fiscal médian par ménage était de 19 570 €, ce qui plaçait la commune au 3 941e rang parmi les 30 687 communes de plus de cinquante ménages que compte le pays et au 163e rang départemental.
| Répartition des emplois par catégories socioprofessionnelles en 2006. |              |                                           |                                                   |                            |                          |                           |
|                                                                       | Agriculteurs | Artisans, commerçants, chefs d’entreprise | Cadres et professions intellectuelles supérieures | Professions intermédiaires | Employés                 | Ouvriers                  |
| Monnerville                                                           | -            | -                                         | -                                                 | -                          | -                        | -                         |
| Zone d’emploi d’Étampes                                               | 1,8 %        | 6,2 %                                     | 15,1 %                                            | 24,9 %                     | 27,2 %                   | 24,8 %                    |
| Moyenne nationale                                                     | 2,2 %        | 6,0 %                                     | 15,4 %                                            | 24,6 %                     | 28,7 %                   | 23,2 %                    |
| Répartition des emplois par secteurs d’activités en 2006.             |              |                                           |                                                   |                            |                          |                           |
|                                                                       | Agriculture  | Industrie                                 | Construction                                      | Commerce                   | Services aux entreprises | Services aux particuliers |
| Monnerville                                                           | -            | -                                         | -                                                 | -                          | -                        | -                         |
| Zone d’emploi d’Étampes                                               | 2,9 %        | 16,1 %                                    | 6,7 %                                             | 14,8 %                     | 9,2 %                    | 5,8 %                     |
| Moyenne nationale                                                     | 3,5 %        | 15,2 %                                    | 6,4 %                                             | 13,3 %                     | 13,3 %                   | 7,6 %                     |
| Sources : Insee,                                                      |              |                                           |                                                   |                            |                          |                           |

## Culture locale et patrimoine

### Patrimoine environnemental
Les bosquets boisés répartis sur le territoire ont été recensés au titre des espaces naturels sensibles par le conseil départemental de l'Essonne.

### Lieux et monuments
Le clocher de l'église Saint-Côme-Saint-Damien a été inscrit aux monuments historiques le 10 février 1948.

### Personnalités liées à la commune
- Louis Gidouin, homme politique né le 12 octobre 1727 à Monnerville (Essonne) et décédé le 14 février 1804 à Étampes (Essonne).
- Rose Caron (1857-1930), cantatrice y est née.

### Héraldique
| Blason de Monnerville | Blason  | De gueules aux deux épis de blé d'or passés en sautoir, au chef cousu d'azur chargé d'un clou d'argent accosté de deux fleurs de lys aussi d'or. |
| Blason de Monnerville | Détails | |

### Monnerville dans les arts et la culture
- Monnerville est aussi le patronyme de l'homme politique Gaston Monnerville (1897-1991) et du chanteur Jean-Marc Monnerville alias Kali (1956- ).